# AixanǀGanaǀObǂANS TSI ǁKhasigu
AixanǀGanaǀObǂANS TSI ǁKhasiguKlicklaut bezeichnet die traditionelle Musik der Nama in Namibia. Diese ist seit dem Jahr 2020 als immaterielles Kulturerbe durch die UNESCO anerkannt und steht auf der Liste des dringend erhaltungsbedürftigen immateriellen Kulturerbes.

## Beschreibung
Die Musik der Nama nutzt eigene und im 19. Jahrhundert eingeführte europäische Musikinstrumente wie den khab (Musikbogen), die ǃguitsib (Ramkie oder Gitarre) und vlies (Mundharmonika). Die beiden erstgenannten werden von Männern und Frauen, die vlies hingegen wird nur von Frauen gespielt. Hinzu kommt Gesang, Summen und Jaulen. Gekennzeichnet wird die traditionelle Musik von einem bestimmten Ton und Rhythmus. Bestandteil des Kulturerbes ist auch die Kenntnis zum Stimmen und zur Reparatur der Instrumente. Die Musik wird häufig durch Tanz, den Nama-stap, begleitet.